# Gordon Zsuzsa
Gordon Zsuzsa (eredeti neve: Gartner Zsuzsanna) (Budapest, 1929. július 6. – Budapest, 2015. január 31.) kétszeres Jászai Mari-díjas magyar színésznő, érdemes művész.

## Életpályája
Gartner Pál (1900–1975) orvos, pszichiáter, törvényszéki orvosszakértő és Szőllősi Magdolna gyermekeként született. Apai nagyszülei Gartner Miksa és Goldstein Irén, anyai nagyszülei Szőllősi Lipót (1874–1944) és Laub Ilona (1879–1924) voltak. Anyai nagyanyjának a testvére László Fülöp Elek festő, édesanyja testvére Szőllősi Endre szobrász volt. 1945–1949 között a Színművészeti Főiskola hallgatója volt.
1949–1952 között a Pécsi Nemzeti Színházban lépett fel, utána 10 évig a Petőfi Színházban és a Jókai Színházban szerepelt.
1962–1968 között a Vígszínház színésznője volt. Ezután egy évig (1968–1969) a Mikroszkóp Színpadban játszott. 1969-től harminc éven át az Irodalmi Színpad, a Radnóti Miklós Színpad tagja volt.

## Színházi szerepei
A Színházi adattárban regisztrált bemutatóinak száma: 89. Ugyanitt huszonnyolc színházi fotón is látható.
- Fjodor Mihajlovics Dosztojevszkij: Bűn és bűnhődés....Marja
- Móricz Zsigmond: Úri muri....Rozika
- Barát Endre: Becsület dolga....Kató
- Mihalkov: Vidám álom....Tartalja
- Szofronov: Moszkvai jellem....Zsénya
- Afinogenov: Kisunokám....Mása
- Harriet Beecher Stowe: Tamás bátya kunyhója....Peggy
- Földes Mihály: Mélyszántás....Marika
- Molière: Kényeskedők....Kati
- Lavrenyov: Amerika hangja....Merriel
- Kornyejcsuk: Csillagtárna....Anka
- Makszim Gorkij: Jegor Bulicsov és a többiek....Sura
- Molière: Tartuffe....Marianna
- Szigligeti Ede: Liliomfi....Mariska; Szolgáló
- Friedrich Schiller: Ármány és szerelem....Lujza
- Major Ottó: Határszélen....Kata
- Borozina–Davidson: Harmadévesek....Katja
- Móricz Zsigmond: Légy jó mindhalálig....Bella
- Ljubimova: Hólabda....Mary
- Füsi József: Az aszódi diák....Emmi
- Jókai Mór: A kőszívű ember fiai....Lánghy Aranka
- Hárs László: A titkos örs....Panni
- William Shakespeare: Vízkereszt vagy amit akartok....Olivia
- Szigligeti Ede: Fenn az ernyő, nincsen kas....Etelka
- Tóth–Török Sándor: Csilicsala csodái....Seherezade
- Slotwinski–Skowronski: Az igazgató úr nevenapja....Magda
- Keszi Imre: Törvényen kívül....Bátsony Judit
- Luigi Pirandello: Hat szerep keres egy szerzőt....Mostohalány
- Zilahy Lajos: A szűz és a gödölye....Viola
- Villon és kora....Jó tanítás balladája; Ballada, amelyben Villon mindenkihez irgalomért kiált; Siratom ifjúságomat (részlet a Nagy Testamentumból)
- Szomory Dezső: Györgyike drága gyermek....Györgyike
- Tabi László–Erdődy: Szegény jó Márton....Molnár Lili
- Cao Jü: Felkelő nap....Csen Paj-lu
- Ion Luca Caragiale: Az elveszett levél....Zoe
- William Somerset Maugham: A királyért....Lois
- Stendhal: Vörös és fekete....Mathilde
- Illés Endre: Türelmetlen szeretők....Kati
- Hansberry: A napfény nem eladó....Beneatha
- Boldizsár Iván: Ferde torony....Ilona
- Pogogyin: Arisztokraták....Margarita Ivanovna
- Gosztonyi János: Tiszta szívvel....Edit
- Maurice Maeterlinck: Kék madár....Macska
- Gárdonyi Géza: Egri csillagok....Cserhán
- Chase: Barátom, Harvey....Miss Kelly
- Jevgenyij Lvovics Svarc: Az árnyék....Annunciata
- Molnár Ferenc: Az ördög....Jolán
- Eugene O’Neill: Vágy a szilfák alatt....Putnam Abbie
- Csurka István: Szájhős....Tilda
- Henrik Ibsen: John Gabriel Borkman....Fanny Wilton
- Euripidész: Trójai nők....2. trójai nő
- Vlagyimir Vlagyimirovics Majakovszkij: Angyalok vagyunk...?....Léna; Anya; Tisztviselőnő; Olga
- Simon István: Simon István-est....
- William Shakespeare: Lear király....Goneril
- Bánk bán a Mikroszkópban....Gertrudis királyné
- Jean Giraudoux: Bellaci Apollo....Thérése
- Tennessee Williams: Múlt nyáron hirtelen....Felicity nővér
- Selmeczi Elek: Divina Büronia....
- Hubay Miklós: A szfinx, avagy búcsú a kellékektől....Iokaszte
- Szendrő Ferenc: Tajtékos ég....A költő felesége
- Szűcs Bernát: Galambot neveltek szívükön....Ságvári Endre felesége
- Somlyó György: A bírák könyvéből....Ágyas
- Vas István: Római rablás....Janus arc
- Devecseri Gábor: Bikasirató....Társalgó
- Arany János: Toldi estéje....Krónikás
- Babits Mihály: Laodameia....Laodameia
- Hegedüs Géza: Versenyt a szelekkel....Lucia
- Mándy Iván: Mándy Iván estje....
- Ungvári Tamás: Dóra jelenti....
- Radnóti–Gelléri: Sem emlék, sem varázslat....
- Stehlik: A bizalom vonala....Marie
- Illyés Gyula–Dorogi: Illyés est....
- Krúdy Gyula: K-R-Ú-D-Y, avagy békeidők szép emléke....Steinné
- Nagy Lajos: Budapest Nagykávéház....
- Görgey Gábor: Wiener Waltzer....Bíróné
- Görgey Gábor: Ünnepi ügyelet....Molnárné
- Franz Kafka: Átváltozás....Anya
- Horváth Péter: A farkas szempillái....Szomszéd asszonyság; Fogadósné; Jamauba
- Kaposy Miklós: Ami a szerepeimből kimaradt....
- Moldova György: Az élet oly rövid....Magda
- Molnár Ferenc: Az ibolya....Széll kisasszony
- Lengyel Menyhért: Az árny....Paula színésznő
- Shepard: Valódi Vadnyugat....Mama
- Werich–Voskovec: Hóhér és bolond....Donna Elvira
- Molnár Ferenc: Úri divat....Méltóságos asszony
- Neil Simon: Furcsa pár....Mickey
- Mann: Kék angyal....Guste
- Bíró Lajos: Hotel Imperial....Szultanovné
- George Bernard Shaw: Pygmalion....Higginsné
- Szép Ernő: Vőlegény....Gyengusné

## Filmjei
| - Mágnás Miska (1948) - Állami áruház (1952) - Budapesti tavasz (1955) - Éjfélkor (1957) - Láz (1957) - Micsoda éjszaka! (1958) - Égrenyíló ablak (1959) - Özvegy menyasszonyok (1964) - Miért rosszak a magyar filmek? (1964) - Fügefalevél (1966) - Nem szoktam hazudni (1966) - Fiúk a térről (1967) - Hangyaboly (1971) - Tűzoltó utca 25. (1973) - Jelbeszéd (1974) - Hazudós Jakab (1975) - Csudafilm (2005) | - Próbáld meg daddy! (1959) - Akik nem tudják, mit cselekszenek (1960) - Az asszony beleszól (1965) - Vidám vasárnap (1966) - Princ, a katona 1–13. (1967) - A nagybácsi álma (1967) - Hungária Kávéház (1976) - Mire a levelek lehullanak… (1978) - Gombó kinn van (1979) - Két pisztolylövés (1980) - Széchenyi napjai (1985) - Egy gazdag hölgy szeszélye (1987) - Eszmélet (1989) |

## Szinkronszerepei
- A kristálytükör meghasadt: Dolly Bantry – Margaret Courtenay
- Ármány és szerelem: Sophie, komorna – Christine Schwarze
- Bel Ami: Madeleine Forestier – Olga Tschechowa
- Belfegor, avagy a Louvre fantomja: Laurence – Juliette Gréco
- Ferrara hosszú éjszakája: Anna Barilari – Belinda Lee
- Meghasonlás: Klanka – Klavdiya Khabarova
- Mindig, ha éjszaka lesz...: Elke Gerdes – Hannelore Elsner
- Tisztes úriház: Marie Pichon – Anouk Aimée

## Díjai, elismerései
- Jászai Mari-díj (1955, 1957)
- Érdemes művész (1983)